# La Libertad (film)
Pour les articles homonymes, voir La Libertad.
Pour plus de détails, voir Fiche technique et Distribution.
La Libertad est un film argentin réalisé par Lisandro Alonso, sorti en 2001. Simple et radical, il est considéré comme l'un des plus marquants du nouveau cinéma argentin.[réf. nécessaire]

## Synopsis
Un jour dans la vie de Misael, jeune bûcheron de la province de La Pampa qui mène une vie solitaire, frugale, et peut-être heureuse.

## Fiche technique
- Réalisation : Lisandro Alonso
- Scénario : Lisandro Alonso
- Photographie : Cobi Migliora
- Montage : Lisandro Alonso et Martín Mainoli
- Musique : Juan Montecchia
- Production : Pablo Trapero
- Durée : 73 minutes
- Date de sortie : 
  - Argentine : 28 juin 2001
  - France : 31 octobre 2001

## Distribution
- Misael Saavedra
- Humberto Estrada
- Rafael Estrada
- Omar Didino
- Javier Didino

## Projection cannoise
Le Festival de Cannes 2001 accepta de sélectionner La Libertad (section Un certain regard) à la condition que son réalisateur Lisandro Alonso supprime le dernier plan, où Misael éclate de rire face caméra.